# 앨리슨 파커와 애덤 워드 총격 사건
앨리슨 파커와 애덤 워드 총격 사건은 2015년 8월 16일, 미국 버지니아주 로어노크에서 WDBJ의 생방송 뉴스 프로그램에서 진행 중이던 리포터 앨리슨 파커(Alison Parker)와 카메라맨 애덤 워드(Adam Ward)가 총격으로 사망한 사건이다.

## 개요
현지 시간 2015년 8월 26일 이른 아침, 버지니아 방송국 WDBJ 뉴스 프로그램에서 야외에서 인터뷰를 생중계했다. 방송 중 오전 6시 46분경 원래 방송국에서 일했던 베스터 리 플래너건 2세(Vester Lee Flanagan II), 또는 브라이스 윌리엄스(Bryce Williams)라는 이름으로도 알려진 남자 기자 (1973년 10월 8일, 41세)가 동료였던 백인 여성 리포터 앨리슨 파커 (1991년 8월 19일생, 24세), 백인 남성 카메라맨 애덤 워드 (1988년 5월 10일, 27세)를 사살하고 인터뷰를 받고 있던 백인 여성 비키 가드너 (Vicki Gardner)에게도 중상을 입혔다. 총격의 순간은 그대로 생방송되며 연속적인 숫자 발의 총소리와 비명이 들렸으며, 직후에 카메라가 옆으로 되고 몇 초 후에 스튜디오 영상으로 전환했다. 그 때, 총을 손에 든 범인의 모습이 순간 비치고 있었다. 또한 범인이 촬영하고 있던 총격 영상이 사건 후 범인의 페이스북 페이지에 게시되어 트위터에서 범인은 죽은 사람 둘을 비난하고 여성 리포터가 인종 차별 발언을 했다고 주장했다. 범인은 총살 사건 2시간 후에 방송국 ABC 뉴스에 팩시밀리로 23매가 되는 범행 성명을 보냈다. 렌터카를 타고 범인은 경찰에 포위되면서 범인은 스스로 총을 쏴 자살을 시도했다. 범인은 즉시 병원으로 이송됐으나 사망했다.

## 같이 보기
- 크리스틴 처벅
- R. 버드 드와이어
- 아사누마 이네지로